# Umbrella-Effekt
Umbrella-Effekt (umbrella, engl.: Schirm) ist ein Begriff aus der Marketinglehre, der auch bei Aktienanalysen Anwendung findet. Er bezeichnet sachliche Ausstrahlungs- bzw. Übertragungseffekte.
In der Regel wird der Begriff für positive Übertragungseffekte gebraucht, wenn z. B. Marken zu Markenfamilien zusammengefügt werden, um das Image bereits eingeführter Marken auf andere (meist neue) Produkte zu übertragen und diesen so die Marktdurchdringung zu erleichtern.
Auch negative Übertragungen können als Umbrella-Effekt bezeichnet werden.

## Umbrella-Effekt bei Konsumgütern
In der Markenpolitik von Unternehmen werden häufig mehrere Produkte, eine ganze Produktlinie oder gar sämtliche Erzeugnisse eines Anbieters unter einem Markendach bzw. -schirm (Umbrella) zusammengeführt. Kosten für Aufbau und Pflege einer Marke verteilen sich dann kalkulatorisch auf die gesamte Produktfamilie. Das Marketing der Dachmarke oder einzelner Produkte strahlt auf alle übrigen aus und das Image eines erfolgreichen Produktes wird auf andere oder neue Artikel übertragen (Imagetransfer). Der Umbrella-Effekt kann auch auf Komplementärgüter eines Unternehmens übertragen werden, wie das z. B. in der Kosmetikbranche geschieht.
Auch eine Schädigung des Images (z. B. durch Qualitätsmängel oder Veralterung) kann sich auf die anderen Produkte eines Unternehmens übertragen. Dann spricht man von negativen Übertragungseffekten.
Vorteile des Umbrella-Effekts reduzieren sich, wenn z. B. im Einzelhandel nur die umsatzstärksten Artikel einer Marke angeboten werden.

## Umbrella-Effekt im Aktienhandel
In der Finanzwelt wird der Begriff Umbrella-Effekt insbesondere im Zusammenhang mit Aktienanalysen und -investitionen verwandt. Man spricht von einem Umbrella-Effekt, wenn ein einzelnes Ereignis oder eine einzelne Nachricht die Kurse mehrerer Unternehmen derselben Branche oder derselben Region beeinflusst. Der Umbrella-Effekt kann bei positiven und negativen Einflussfaktoren auftreten und dementsprechend positive oder negative Kursentwicklungen bei verschiedenen Unternehmen einer Branche bewirken.
Der Umbrella-Effekt ermöglicht bei Aktienanalysen und Investitionsentscheidungen, die Auswirkungen von Ereignissen auf verschiedene Unternehmen zu verstehen und entsprechende Strategien zu entwickeln. Umfassende Analysen des Umbrella-Effekts ermöglichen, besser auf Marktbewegungen zu reagieren und die Vermögensallokation des Portfolios (Portfoliostruktur) zu optimieren.
Wenn eine wirtschaftliche Nachricht, eine gesamte Branche betrifft, z. B. wenn ein globaler Automobilhersteller einen Rückgang der Verkaufszahlen meldet, kann es zu einem Umbrella-Effekt kommen, der dazu führt,  auch die Aktienkurse anderer Unternehmen in diesem Sektor fallen, weil Anleger besorgt sind, dass ähnliche Probleme auch andere Unternehmen in der Branche betreffen könnten. Der Umbrella-Effekt kann dazu führen, dass nicht nur die individuelle Leistung eines Unternehmens, sondern auch externe Faktoren eine Branche beeinflussen können.
Um den Umbrella-Effekt in Analysen oder Investmententscheidungen einzubeziehen, sind verschiedene Quellen und Indikatoren wie Nachrichten, Wirtschaftsdaten, politische Entwicklungen und branchenspezifische Trends auszuwerten. Eine umfassende Marktanalyse kann helfen, Ausmaß und Wahrscheinlichkeit eines Umbrella-Effekts besser einzuschätzen.